# Miraflores (San Roque)
La Urbanización Ensenada de Miraflores, conocida simplemente como Miraflores, es un núcleo de población perteneciente al municipio andaluz de San Roque, en la provincia de Cádiz. Pertenece a la comarca del Campo de Gibraltar, junto al río Guadarranque. La urbanización fue construida en la década de los 80 y su población es de 480 habitantes.

## Comunicaciones
Está situada a dos kilómetros al oeste del núcleo principal del municipio, junto al Polígono industrial San Roque y la nueva variante de la A-405. Se accede a Miraflores por la salida 116 de la A-7. Al oeste de la urbanización se sitúa la barriada de Taraguilla, y al sur, la refinería de Gibraltar-San Roque, propiedad de CEPSA.
| Líneas de autobús con parada en Miraflores | Líneas de autobús con parada en Miraflores | Líneas de autobús con parada en Miraflores |
| Línea                                      | Trayecto                                   | Empresa                                    |
| ------------------------------------------ | ------------------------------------------ | ------------------------------------------ |
| M-120                                      | Algeciras-La Línea                         | Comes                                      |
| M-121                                      | Los Barrios-La Línea                       | Comes                                      |
| M-130                                      | San Roque-Algeciras                        | Esteban                                    |
| M-270                                      | San Pablo-Jimena-Castellar-La Línea        | Comes                                      |
| Autobuses urbanos de San Roque             |                                            |                                            |
| 3                                          | Campamento-Estación                        | Socibus                                    |

## Galería de imágenes

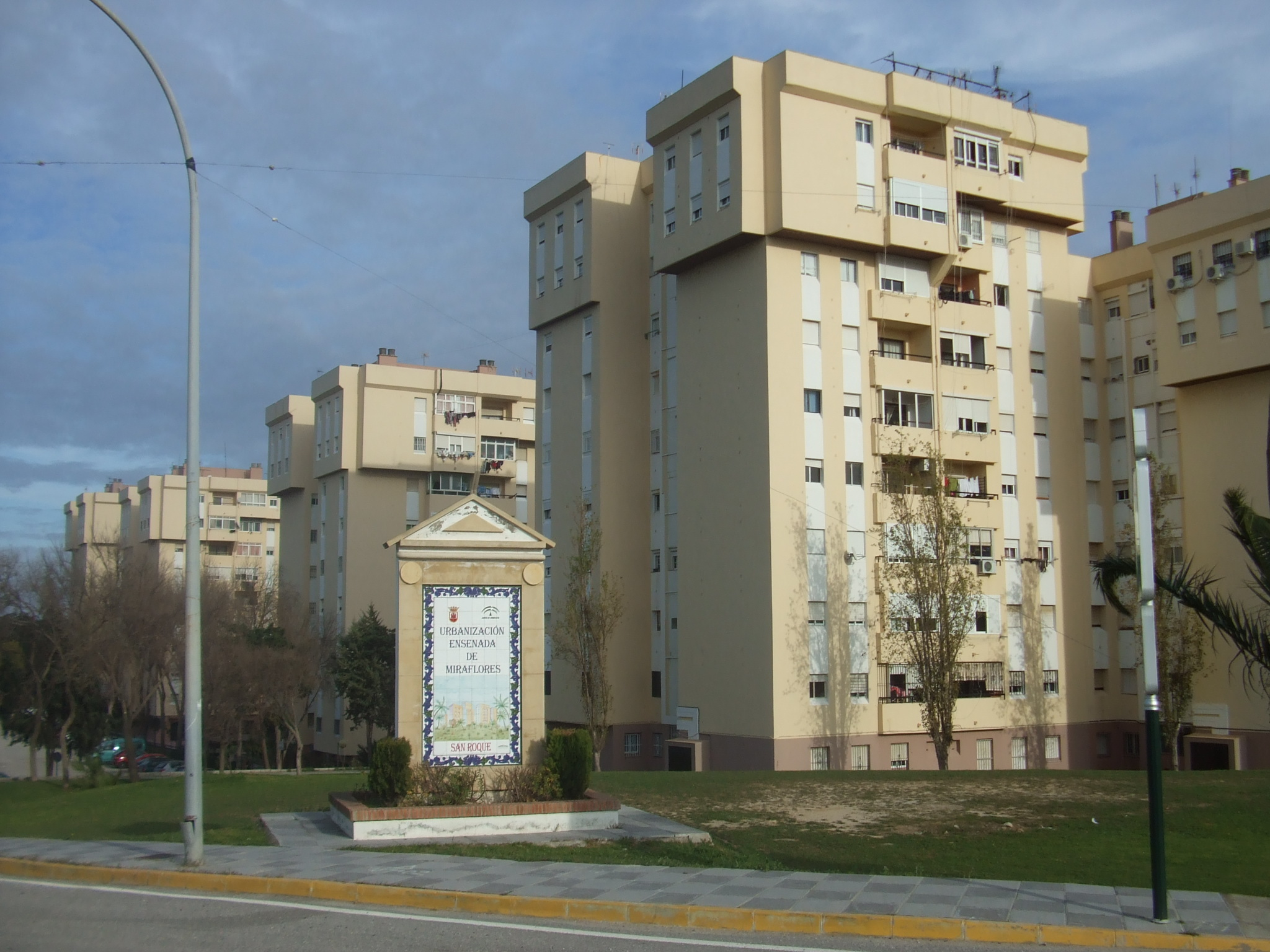
Entrada a la urbanización.
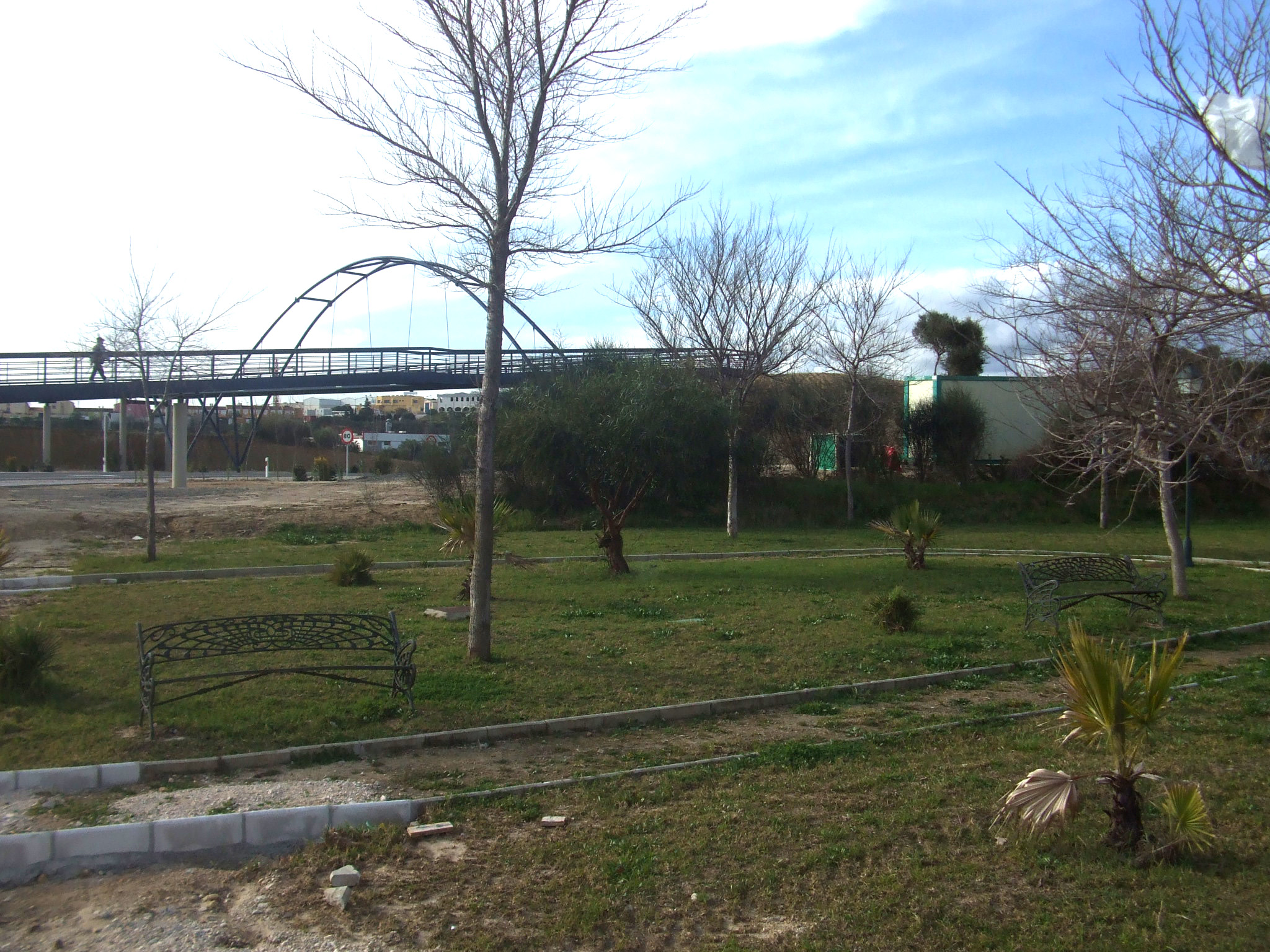
Parque Miraflores.